# Maximilien de Béthune, duc de Sully

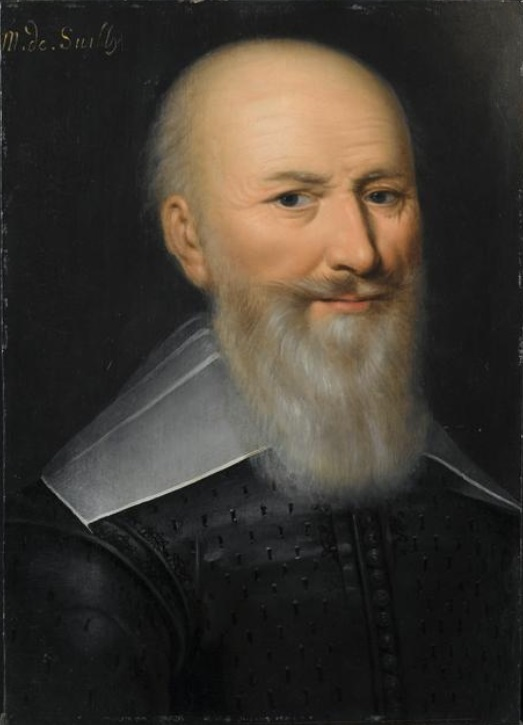
Maximilien de Béthune, Herzog von Sully

Maximilien de Béthune, Herzog von Sully, Baron, dann Marquis von Rosny (* 13. Dezember 1559 in Rosny bei Mantes-la-Jolie (heute Département Yvelines); † 22. Dezember 1641 in Villebon (heute Département Eure-et-Loir), 20 km westlich von Chartres) war ein hochrangiger französischer Artillerieoffizier, Minister, Staatsmann, Marschall von Frankreich und Freund Heinrichs IV. Sein vollständiger Name und Titel lautete: Maximilien (Ier) de Béthune, Duc de Sully, Baron de Rosny, Pair de France, Prince Souverain d’Henrichemont et de Boisbelle, Marquis de Nogent-le-Rotrou, Comte de Muret et de Villebon, Vicomte de Meaux.

## Biografie

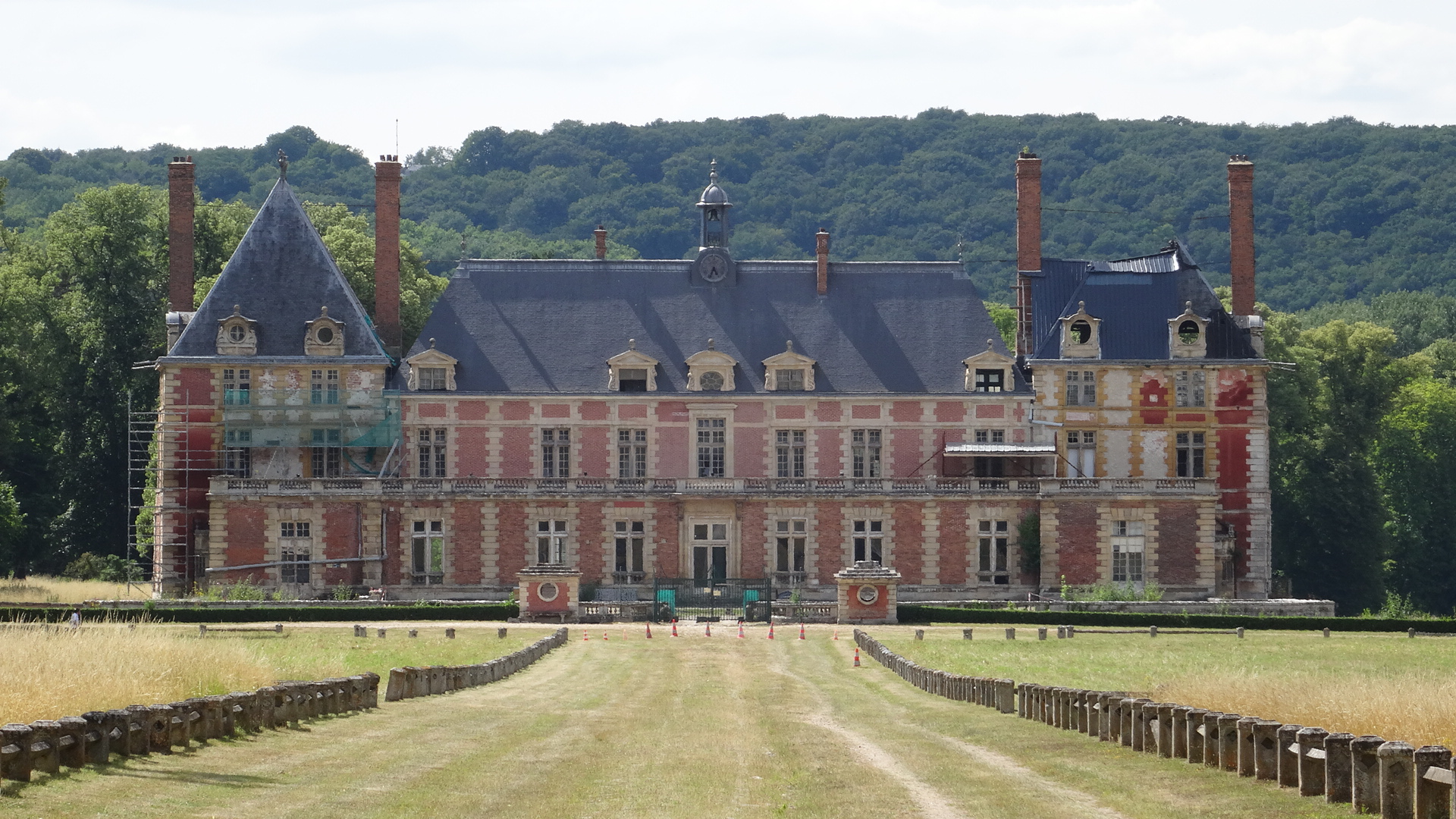
Schloss Rosny-sur-Seine, errichtet von Maximilien de Béthune

Herzog von Sully, Spross einer minderbegüterten, calvinistischen Seitenlinie der Grafen von Artois, wurde auf Schloss Rosny-sur-Seine als Sohn von François de Béthune und Charlotte Dauvet geboren. 1572 überlebte er die Bartholomäusnacht als Schüler des Pariser Collège de Bourgogne. Unterrichtet wurde er zusammen mit Heinrich von Navarra, dem zukünftigen König von Frankreich, und bald dessen Vertrauter. Durch den Tod seines älteren Bruders Louis de Béthune fielen ihm 1578 der Titel Baron de Rosny und das elterliche Schloss zu, das er zwei Jahrzehnte später durch einen Neubau ersetzte. Danach nahm er mit Auszeichnung an den Feldzügen des jungen Königs von Navarra teil und kämpfte bei Coutras (1587) und bei Ivry (1590) mit. 1583 heiratete er auf Schloss Bontin die reiche Anne de Courtenay. Glückliche Wirtschaftsspekulationen, etwa der Handel mit Armeepferden, aber auch Kriegsbeute, mehrten in kurzer Zeit seinen Besitz. Nach dem Tod seiner ersten Frau heiratete er 1592 Rachel de Cochefilet. 
1580 wurde Sully zum Kammerherrn, wenig später zum Mitglied des Rates von Navarra erklärt. In dieser Funktion verhandelte er mit König Heinrich III. über einen gemeinsamen Kampf gegen die Katholische Liga, was jedoch 1585 durch den Vertrag von Nemours zunichtegemacht wurde. In den folgenden Jahren kämpfte er in zahlreichen Schlachten an der Seite Heinrich von Navarras, der 1589 König von Frankreich wurde. Ganz strenger Calvinist, stolz und schroff, trat er fortan auch seinem königlichen Freund, besonders dessen Verschwendungssucht und Ausschweifungen, wiederholt energisch entgegen. 1593 war er es, der Heinrich riet, zum katholischen Glauben zurückzukehren, um den Bürgerkrieg zu beendigen.
1597 an die Spitze der französischen Finanzen gestellt („Conseiller aux Finances“, 1598 „Surintendant des Finances“), tilgte er eine Staatsschuld von 200 Millionen Livres, erwarb den größten Teil der verkauften Domänen zurück, hob zahlreiche überflüssige Ämter auf, ordnete und vereinfachte das Steuerwesen, baute Straßen, führte auf Anraten Barthélemys de Laffemas die Seidenkultur und andere Erwerbszweige ein und begünstigte den Ackerbau; diesen und die Weidewirtschaft (mfrz. pastourage, frz. pâtourage) nannte er wiederholt die Brüste, von denen Frankreich ernährt werde („Labourage et pasturage sont les deux mamelles dont la France est alimentée.“).
Seit 1599 auch erster Großmeister der Artillerie von Frankreich und Oberaufseher über alle Befestigungen des Landes, stellte er in kurzer Zeit die öffentliche Ruhe wieder her, namentlich durch Bekämpfung von Räuberbanden. Auf Heinrichs Zug nach Savoyen (1600) eroberte Sully die für unüberwindlich gehaltenen Festungen Montmélian und Bourg. Nach dem Frieden übernahm er unter dem Titel eines erblichen Kapitäns der Häfen, Flüsse und Kanäle das Département der öffentlichen Bauten, hob Zölle auf, erklärte den Getreidehandel für frei, legte Kanäle an und leistete in dieser Stellung viel für die Verbesserung der Kommunikationsmittel des Landes. Zugleich leitete er auch die auswärtigen Verhandlungen.
1602 erwarb er von seinem alten Kampfgefährten Claude de La Trémoïlle das Schloss Sully nebst dazugehörigen Ländereien an der Loire. 1604 wurde er zum Gouverneur des Poitou und 1606 zum erblichen Herzog von Sully ernannt. Von 1602 bis 1609 ließen er und seine zweite Frau das Schloss Sully im Stil der Renaissance umbauen und einen Park anlegen. Ferner gehörte ihm das Schloss Villebon. 
Nach der Ermordung Heinrichs IV. (14. Mai 1610) wurde er zum Mitglied des Regierungsrates ernannt und bereitete den Haushalt für 1611 vor. Gegen den Willen der Regentin Maria de’ Médici trat er von seinen Ämtern als Surintendant der Finanzen und Gouverneur der Bastille zurück, 1616 auch von der Mehrzahl seiner übrigen Ämter. In den folgenden Jahren lebte er zunächst auf seinen Besitzungen in Sully, später vor allem in Quercy und Figeac, wo er sich der Niederschrift seiner Memoiren widmete. Doch bediente sich auch Ludwig XIII. öfters seines Rats und ernannte ihn 1634 zum Marschall von Frankreich. Sullys gleichnamiger Sohn übernahm das Amt des Großmeisters der Artillerie, starb aber bereits 1634 mit 46 Jahren. 1634 erwarb der Herzog in Paris das Hôtel de Sully, wo er seine letzten Jahre verbrachte.
Maximilien de Béthune, Herzog von Sully, starb am 22. Dezember 1641 im Alter von 82 Jahren auf Schloss Villebon.

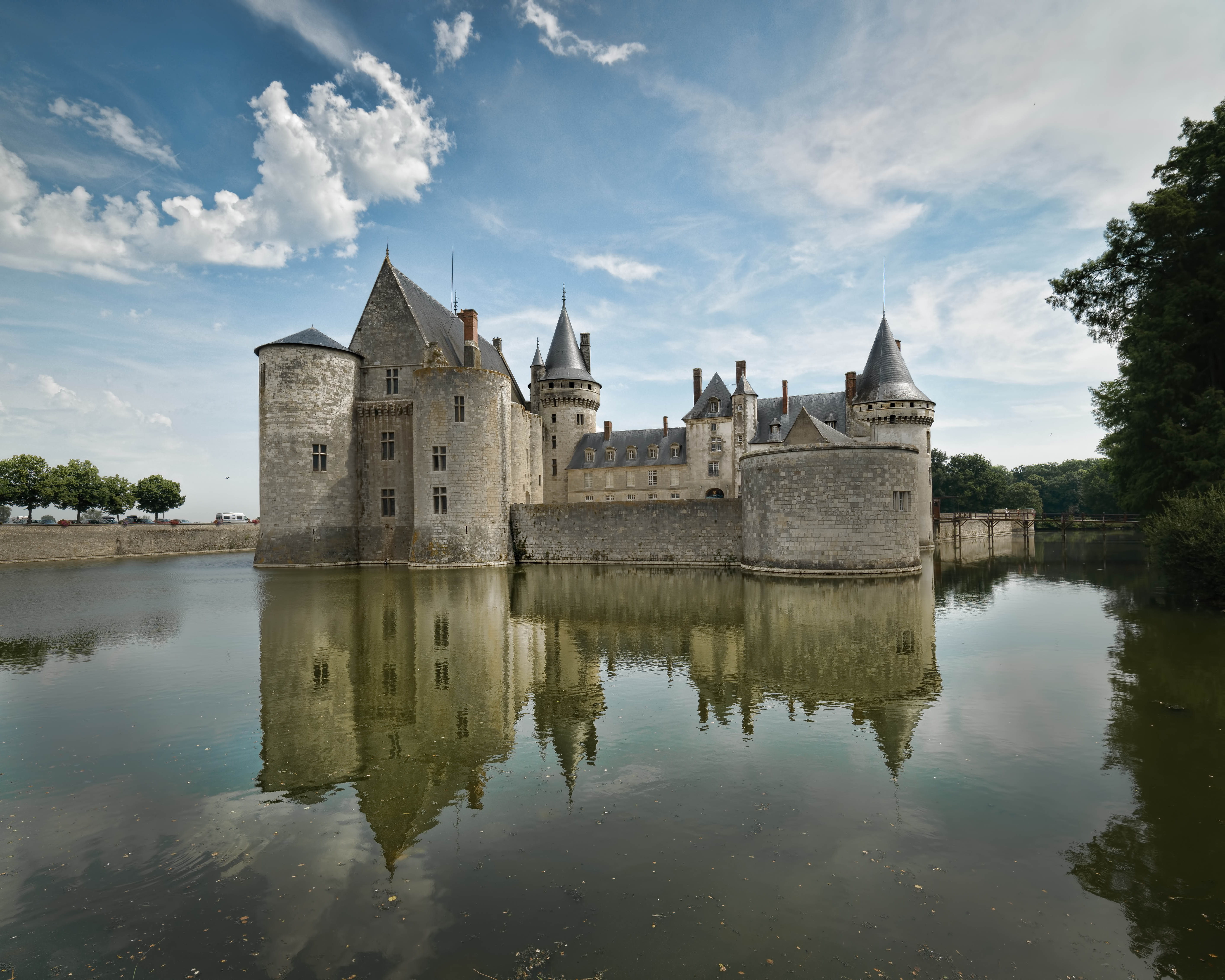
Schloss Sully
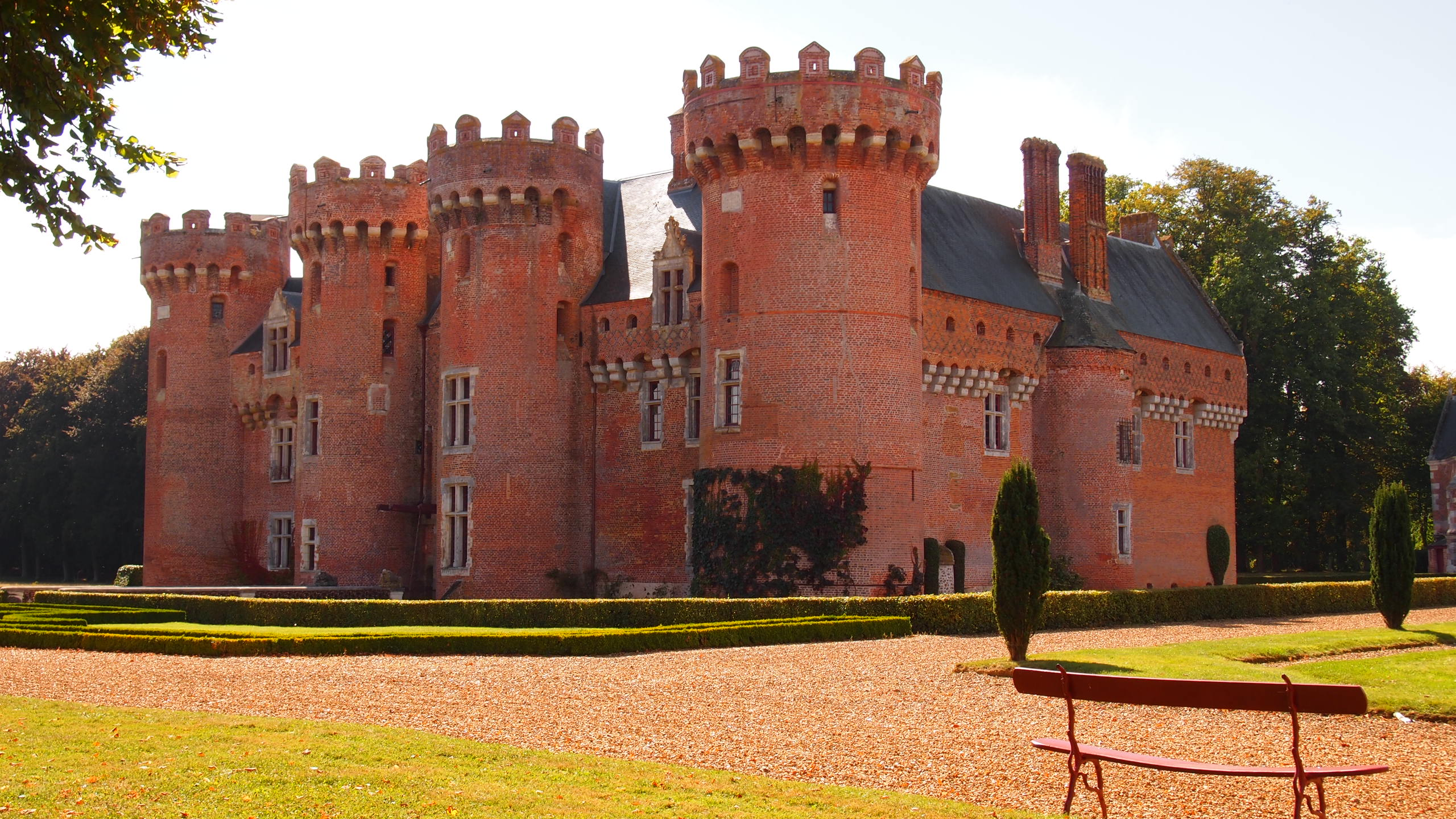
Schloss Villebon
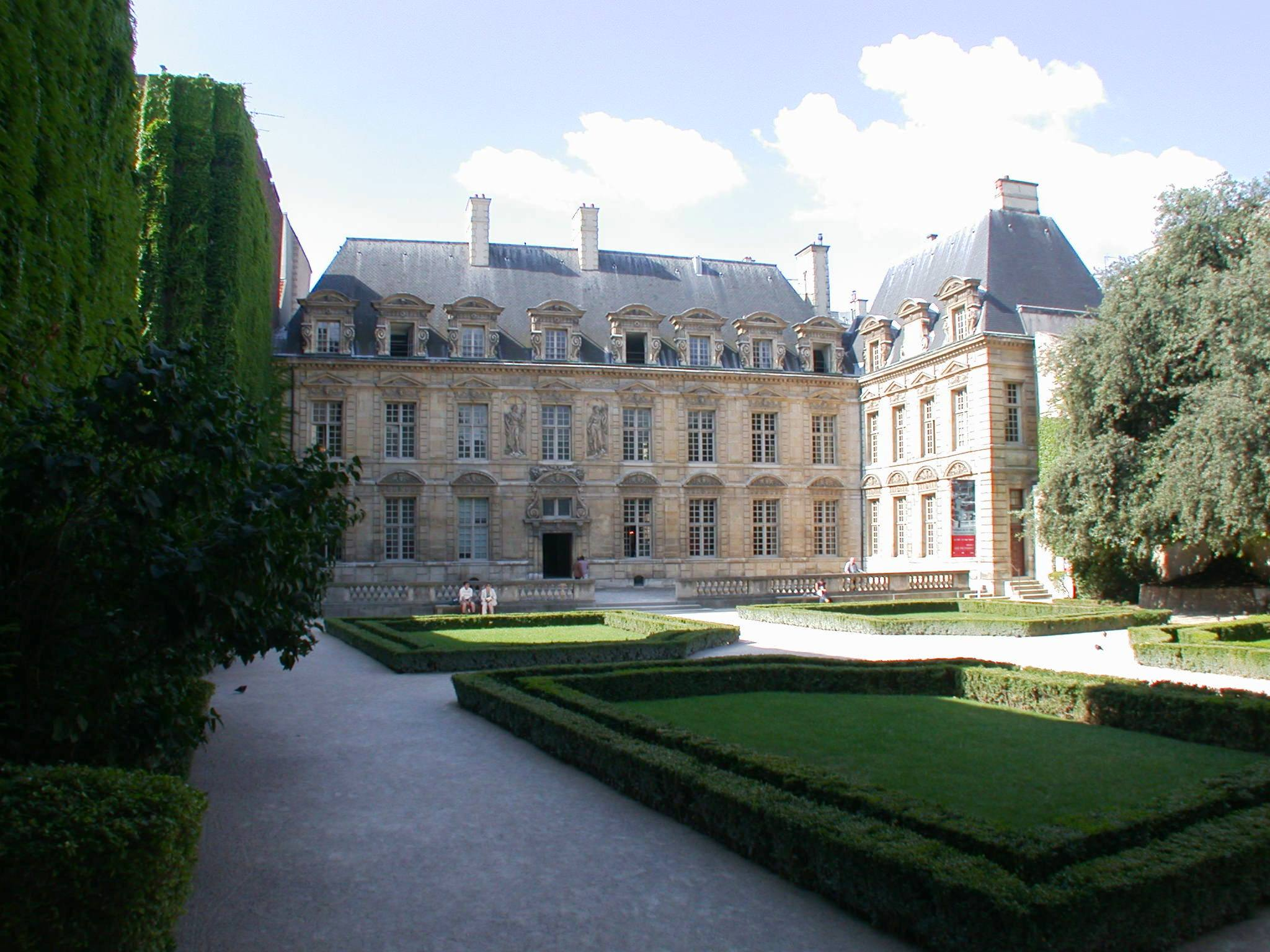
Hôtel de Sully, Paris

## Nachkommen
Maximilien de Béthune war zwei Mal verheiratet:

Karte aus Memoirs of Maximilian de Béthune (englische Ausgabe, 1805)

1583 mit Anne de Courtenay (1564–1589), Vermählung in der Kirche Saint-Eustache, Paris. Sie hatten einen Sohn:
- Maximilien II de Béthune (1588–1634) ⚭ Jacqueline de Caumont († 1656)

1592 mit Rachel de Cochefilet, Witwe des Herren von Châteauperse (1562–1659). Sie hatten drei Kinder:
- François de Béthune, Herzog von Orval
- Marguerite de Béthune (1595–1660)  ⚭ Henri II. de Rohan (1579–1638)
- Louise († 1674) ⚭ Alexandre de Lévis-Mirepoix, Marquis de Mirepoix (1595–1637) (Haus Lévis)

## Werke

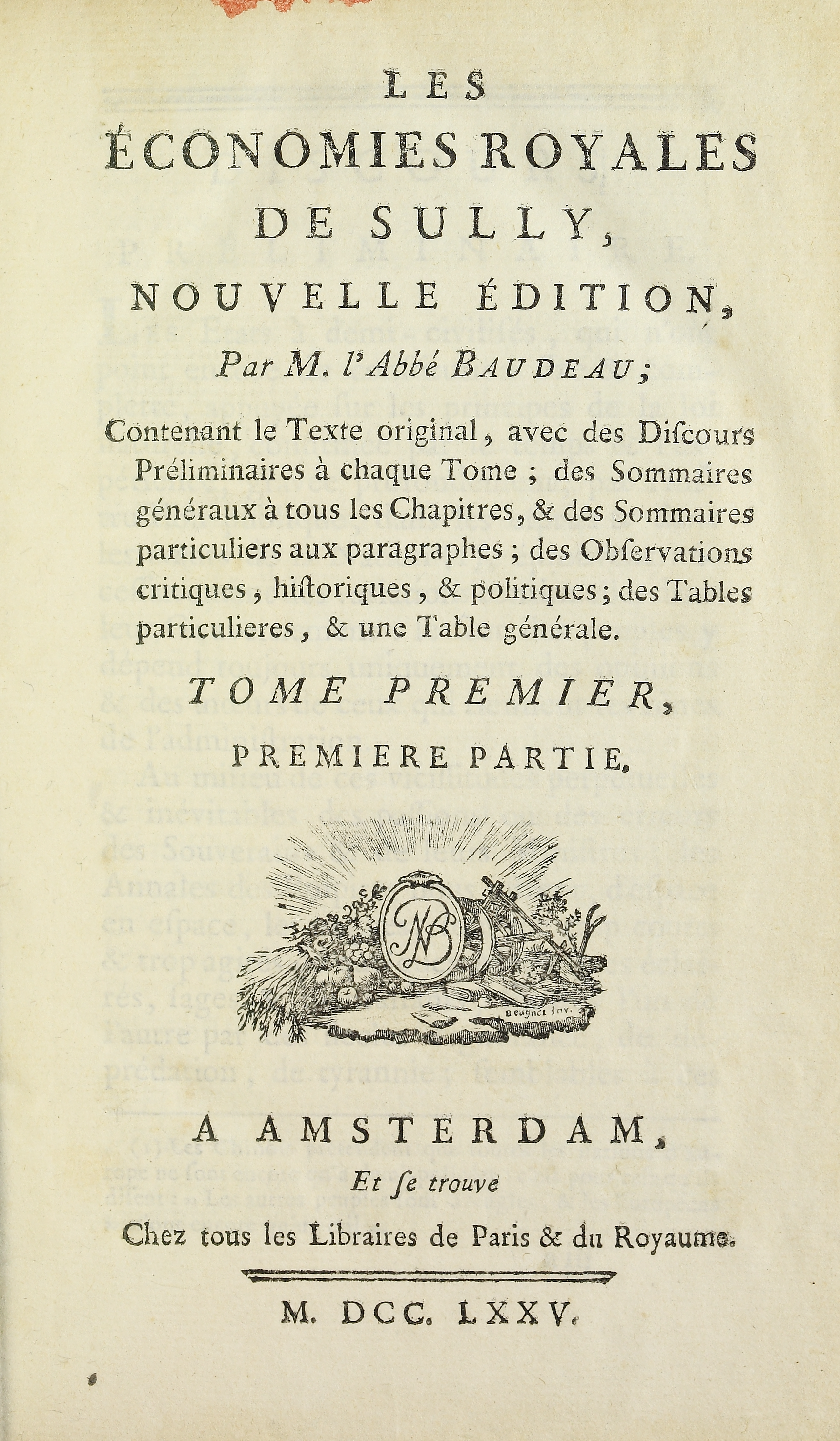
Économies royales, 1775

Wichtig für die Geschichte seiner Zeit, obwohl durchaus nicht zuverlässig, sind seine Mémoires ou Oeconomies royales d’Estat, 1634 in Amsterdam in zwei Bänden erschienen (2 Supplementbände 1662), die von Abbé l’Écluse (das. 1745, 8 Bände) modernisiert, aber auch sehr verändert und verfälscht wurden.
Die englische Schriftstellerin und Dichterin Charlotte Lennox übersetzte 1753 seine Erinnerungen unter dem Titel Memoirs of Maximilian de Bethune, Duke of Sully, prime-minister to Henry the Great ins Englische. Diese Übersetzung sollte im englischsprachigen Raum fast 100 Jahre lang eine der Hauptquellen für dessen Überlieferung sein.

## Rezeption
Maximilien de Rosny, eine durch den Herzog von Sully inspirierte literarische Figur, verkörpert den (beinahe?) idealen Politiker in Heinrich Manns Roman Die Vollendung des Königs Henri Quatre.